# Abdel Rahman Mounif
 (janvier 2017).
Si vous disposez d'ouvrages ou d'articles de référence ou si vous connaissez des sites web de qualité traitant du thème abordé ici, merci de compléter l'article en donnant les références utiles à sa vérifiabilité et en les liant à la section « Notes et références ».
Abdel Rahman Mounif (عبد الرحمن منيف ; 29 mai 1933 - 24 janvier 2004), de son nom complet Abdel Rahman Ibrahim Mounif, est un romancier et penseur arabe du XXe siècle. Il a épousé Suad Qwadri, de nationalité syrienne, avec qui il a eu quatre enfants (deux filles et deux garçons). Il est considéré comme un des plus grands écrivains arabes contemporains.

## Biographie
Abdel Rahman Mounif est né en 1933 à Amman, d’un père saoudien et d’une mère irakienne. Son Père est originaire du village Kssiba au centre de l’Arabie saoudite. Adolescent, il passe souvent ses vacances dans ce pays, ce qui lui permet de parler avec les futurs personnages de ses romans, les Bédouins mais aussi les riches émirs, et d'entendre leurs histoires, qui nourriront son œuvre.
Mounif étudie en Jordanie jusqu’au baccalauréat, puis se rend à Bagdad en 1952 pour y suivre des études de droit. C'est là que débute son activité politique nationaliste : il y rejoint le parti Ba'ath, récemment créé en Irak. En 1955, cet activisme et la participation aux manifestations contre la signature du Pacte de Bagdad amèneront les autorités à l'expulser du pays, en compagnies de dizaines d'autres étudiants arabes Il se rend alors au Caire, en pleine effervescence panarabe, alimentée par un des champions de cette cause, Gamel Abdel Nasser. En 1958, il repart vers la Yougoslavie du Maréchal Tito, où il obtient en 1961 un doctorat en économie pétrolière à l'université de Belgrade. Cette même année, il s'engage dans l'industrie pétrolière en Syrie et y restera actif jusqu'à son départ pour le Liban, en 1973. Cependant, ses activités politiques lui attirent à nouveau des ennuis : en 1963, il est déchu de sa nationalité saoudienne pour avoir critiqué le régime.
À Beyrouth commence pour Mounif une nouvelle carrière de journaliste et romancier. De 1975 à 1981, il travaille en Irak pour le Oil and Development magazine, emménage ensuite en France pour cinq ans, et s'installe finalement en Syrie en 1986, où il meurt le 24 janvier 2004, à l'âge de 70 ans,. En mai 2007, sa tombe est profanée, sans que l'on touche à son corps. Les auteurs et les raisons de cet acte n'ont pu être découverts.

## Œuvre
L'ouvrage le plus célèbre de Mounif est Cités de sel (مُدُن المِلْح), une fresque romanesque de 2450 pages, divisée en cinq tomes : le premier tome décrit la société villageoise saharienne après la découverte du pétrole, le deuxième raconte l’histoire des hommes d’affaires qui sont venus dans le monde arabe, et les trois autres décrivent les grands changements qu’a connus l’Arabie saoudite après la découverte du pétrole. Ce roman a été interdit en Arabie saoudite,.
Un autre ouvrage a rencontré un succès assez considérable : À l'est de la Méditerranée (الشَرْق المُتَوَسَّط) (1975), considérée comme la première œuvre qui traite avec courage le sujet de la prison dans les pays arabes. Seize ans plus tard, en 1991, Mounif publie une nouvelle version de cette œuvre, sous le titre Maintenant et Ici. La Méditerranée orientale revisitée. Il reprend le même sujet, soulignant que la situation ne s'est guère améliorée durant le laps de temps qui sépare les deux œuvres.
Il s’est lié d’amitié avec le romancier palestinien Jabra Ibrahim Jabra. Cette amitié a débouché sur une œuvre à deux mains, (عالَم بِلا خَرائِط) Un monde sans boussole.

## Ouvrages publiés par Abdel Rahman Mounif

### Romans
- Les arbres et l’assassinat de Merzouk, 1973
- À l'est de la Méditerranée, Paris, Sinbad, Coll. La bibliothèque arabe, 1999 [1975]
- Les fins, Beyrouth, Presses de l'IFPO, 2014 [1977], édition bilingue [lire en ligne (page consultée le 27 février 2023)]
- Quand nous abandonnâmes le pont, 1979
- Le Marathon, 1979
- Un monde sans carte, 1982 [écrit avec l'écrivain palestinien Jabra Ibrahim Jabra]
- Cités de sel (pentalogie), 1984
  - L'Errance, Paris, Sinbad / Actes Sud, Coll. La bibliothèque arabe, 2013
  - Le Fossé
  - Variations du jour et de la nuit
  - L'Homme déraciné
  - Le désert de l'obscurité
- Maintenant et Ici. La Méditerranée orientale revisitée, 1991
- Le pays noir (trilogie), 1999
- La nervosité, 1995
- Le retour du temps des fleurs, 1997
- Une mémoire pour l’avenir, 2001
- Surnoms (nouvelles), 2006
- La porte ouverte (nouvelles), 2006

### Autobiographie
- Une ville dans la mémoire : Amman, Paris, Sinbad, 1999 [1994]

### Essais
- D'abord la démocratie, toujours la démocratie, 1995
- Entre culture et politique, 1998
- Un voyage de lumière, 2001
- Irak. Notes sur l'histoire et la résistance, 2003